# Dobrohoř
Zámek Dobrohoř (německy Ebergersch, česky dříve někdy také Ebrgař) se nachází v obci Staré Město pod Landštejnem v Jihočeském kraji. V současné době prochází budova zámku po letech, kdy stál opuštěn a zanedbáván, postupnou rekonstrukcí. Zámek je využíván jako galerie a v turistické sezóně je přístupný veřejnosti. Na zámku také funguje kavárna a možnost ubytování.

## Historie
Býval zde poplužní dvůr, který koupili Herbersteinové a po nich zdědili Sternbachové, kteří měli záměr objekt přestavět na klasicistní zámek. Po roce 1945 byl objekt ve správě státních statků. V roce 2013 objekt koupili noví majitelé.

## Galerie

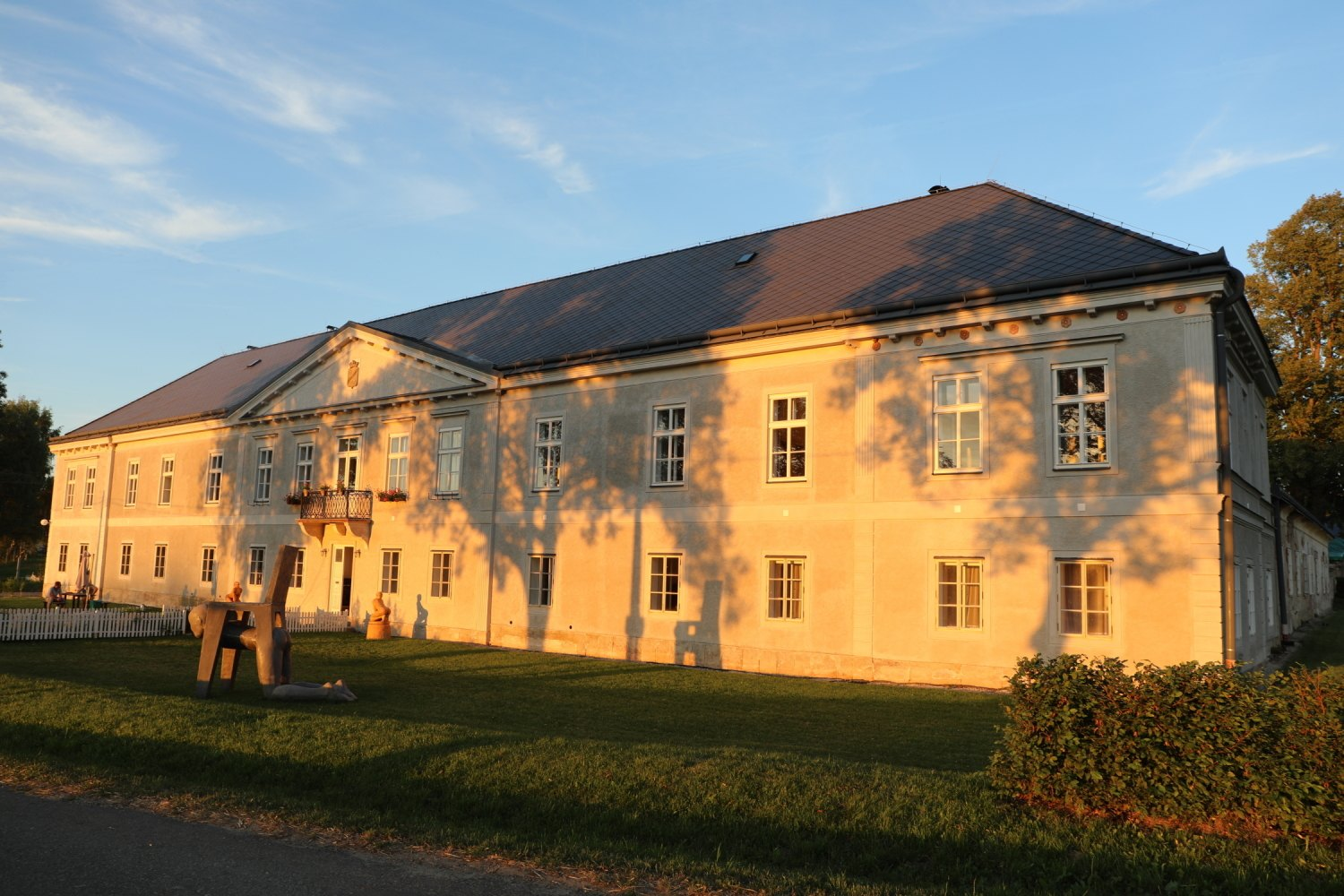
Zámek Dobrohoř při západu slunce
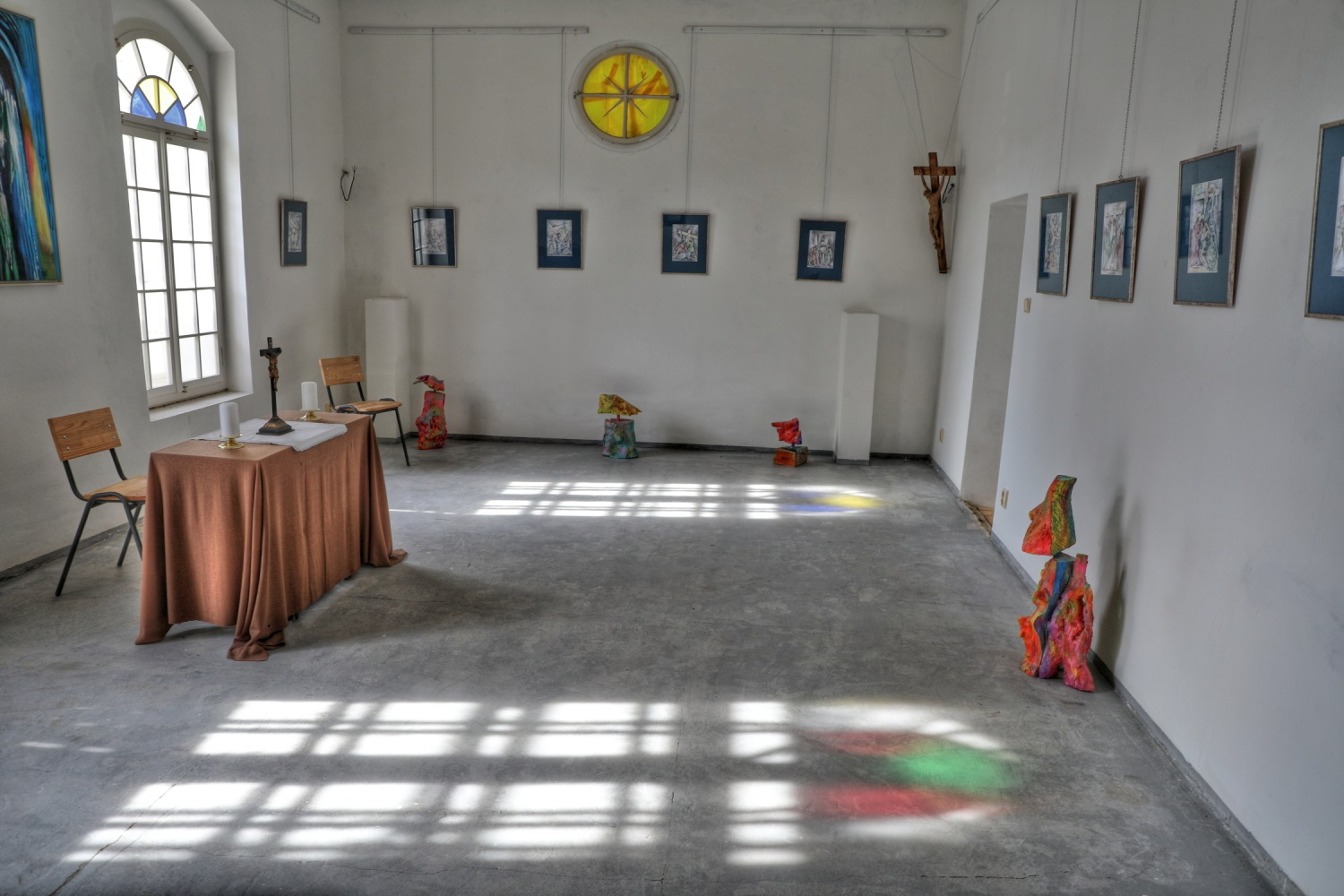
Bývalá kaple na zámku
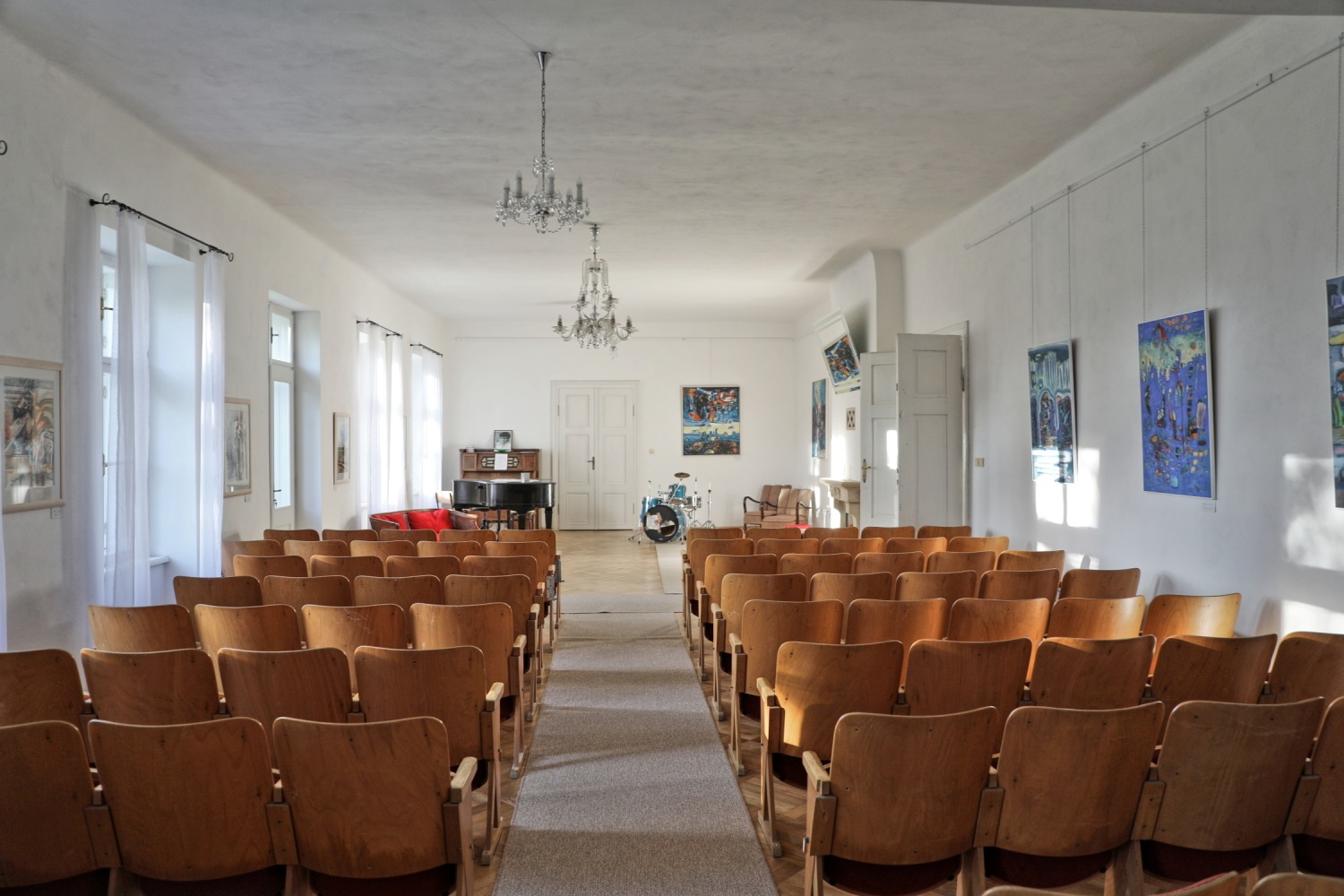
Velký sál na zámku Dobrohoř
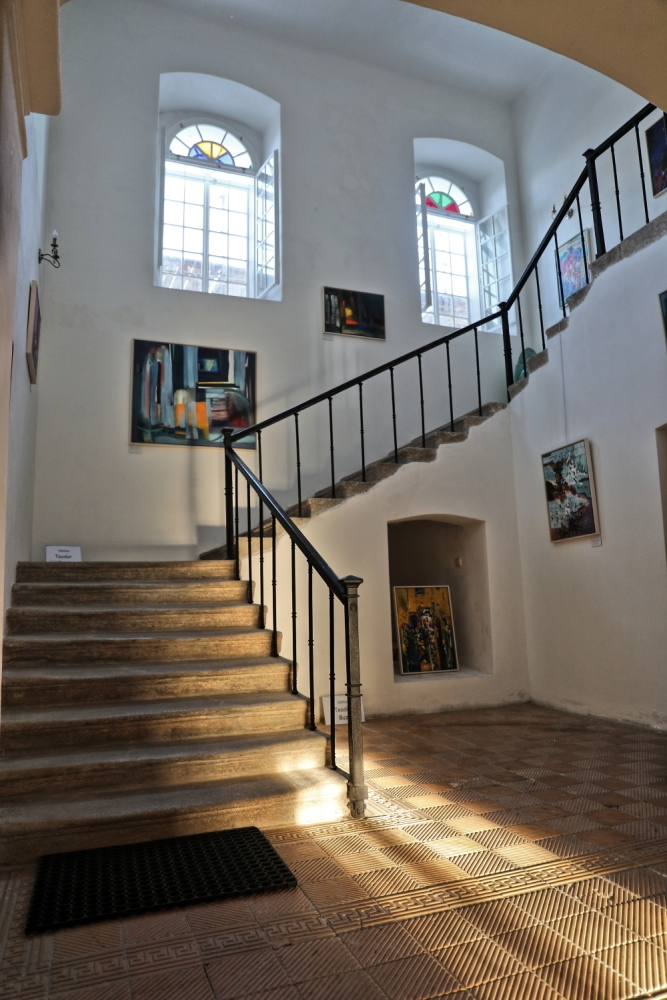
Hlavní schodiště na zámku